# Coupe du monde de bobsleigh 2021-2022
Navigation
Édition précédente Édition suivante
La coupe du monde de bobsleigh 2021-2022 est la 38e édition de la Coupe du monde de bobsleigh, compétition de bobsleigh organisée annuellement par la Fédération internationale de bobsleigh et de tobogganing.
Elle se déroule entre le 20 novembre 2021 et le 16 janvier 2022 sur 8 étapes organisées en Asie et en Europe en coopération avec la Coupe du monde de skeleton.
Le Monobob féminin introduit en 2020 reste toujours dans le cadre d'une World cup series qui ne suit pas les étapes de coupe du monde.
Les championnats d'Europe de bobsleigh se déroulent durant l’étape de Saint-Moritz du 15 janvier 2021 au 16 janvier 2022. 
Les vainqueurs du classement général bob à 2 (femmes et hommes), bob à 4 et combinés se voient remettre un gros Globe de cristal.

## Programme de la saison
| \| Sigulda Winterberg Altenberg St Moritz Igls \| Sites des compétitions en Europe |
| Sigulda Winterberg Altenberg St Moritz Igls                                        |

## Attribution des points
Les manches de Coupe du monde donnent lieu à l'attribution de points, dont le total détermine le classement général de la Coupe du monde.
Ces points sont attribués selon cette répartition :
| Place  | 1   | 2   | 3   | 4   | 5   | 6   | 7   | 8   | 9   | 10  | 11  | 12  | 13  | 14  | 15  | 16 | 17 | 18 | 19 | 20 | 21 | 22 | 23 | 24 | 25 | 26 | 27 | 28 | 29 |
| ------ | --- | --- | --- | --- | --- | --- | --- | --- | --- | --- | --- | --- | --- | --- | --- | -- | -- | -- | -- | -- | -- | -- | -- | -- | -- | -- | -- | -- | -- |
| Points | 225 | 210 | 200 | 192 | 184 | 176 | 168 | 160 | 152 | 144 | 136 | 128 | 120 | 112 | 104 | 96 | 88 | 80 | 74 | 68 | 62 | 56 | 50 | 45 | 40 | 36 | 32 | 28 | 24 |

## Classements généraux
| Rang | Nom                    | Points |
| ---- | ---------------------- | ------ |
| 1    | Francesco Friedrich    | 1703   |
| 2    | Justin Kripps          | 1530   |
| 3    | Rostislav Gaitiukevich | 1521   |
| 4    | Johannes Lochner       | 1512   |
| 5    | Brad Hall              | 1444   |

| Rang | Nom                    | Points |
| ---- | ---------------------- | ------ |
| 1    | Francesco Friedrich    | 1785   |
| 2    | Justin Kripps          | 1530   |
| 3    | Rostislav Gaitiukevich | 1480   |
| 4    | Brad Hall              | 1430   |
| 5    | Johannes Lochner       | 1402   |

| Rang | Nom                    | Points |
| ---- | ---------------------- | ------ |
| 1    | Francesco Friedrich    | 3488   |
| 2    | Justin Kripps          | 3060   |
| 3    | Rostislav Gaitiukevich | 3001   |
| 4    | Johannes Lochner       | 2914   |
| 5    | Brad Hall              | 2874   |

| Rang | Nom                | Points |
| ---- | ------------------ | ------ |
| 1    | Elana Meyers       | 1505   |
| 2    | Laura Nolte        | 1486   |
| 3    | Kim Kalicki        | 1472   |
| 4    | Christine de Bruin | 1448   |
| 5    | Kaillie Humphries  | 1337   |

| Rang | Nom                | Points |
| ---- | ------------------ | ------ |
| 1    | Elana Meyers       | 1110   |
| 2    | Kaillie Humphries  | 1052   |
| 3    | Cynthia Appiah     | 1012   |
| 4    | Christine de Bruin | 1010   |
| 5    | Breeana Walker     | 1006   |

## Calendrier
| 1. Igls I (du 20 au 21 novembre 2021) |                                                                              | |                                             |
| Épreuve                               | Vainqueur                                                                    | Deuxième | Troisième                                   |
| Bob à 2 - Hommes                      | Allemagne Francesco Friedrich Alexander Schüller                             | Allemagne Johannes Lochner Florian Bauer                                                                                                  | Royaume-Uni Brad Hall Greg Cackett          |
| Bob à 4 - Hommes                      | Allemagne Francesco Friedrich Alexander Schüller Thorsten Margis Candy Bauer | Allemagne Johannes Lochner Christopher Weber Erick Bruckert Florian Bauer Royaume-Uni Brad Hall Taylor Lawrence Nick Gleeson Greg Cackett |                                             |
| Bob à 2 - Femmes                      | Allemagne Laura Nolte Leonie Fiebig                                          | Allemagne Kim Kalicki Anabel Galander | Canada Christine de Bruin Kristen Bujnowski |

| 2. Igls II (du 27 au 28 novembre 2021) |                                                                                   |                                                                       |                                                                   |
| Épreuve                                | Vainqueur                                                                         | Deuxième                                                              | Troisième                                                         |
| Bob à 2 - Hommes                       | Allemagne Francesco Friedrich Alexander Schüller                                  | Allemagne Johannes Lochner Florian Bauer                              | Canada Justin Kripps Cameron Stones                               |
| Bob à 4 - Hommes                       | Allemagne Francesco Friedrich Thorsten Margis Martin Grothkopp Alexander Schüller | Lettonie Oskars Kibermanis Intars Dambis Matiss Miknis Dāvis Spriņģis | Canada Justin Kripps Ryan Sommer Benjamin Coakwell Cameron Stones |
| Bob à 2 - Femmes                       | Allemagne Laura Nolte Deborah Levi                                                | Allemagne Kim Kalicki Leonie Fiebig                                   | Canada Christine de Bruin Kristen Bujnowski                       |

| 3. Altenberg I (du 4 au 5 décembre 2021) |                                                                              |                                                                    |                                                                                   |
| Épreuve                                  | Vainqueur                                                                    | Deuxième                                                           | Troisième                                                                         |
| Bob à 2 - Hommes                         | Allemagne Francesco Friedrich Alexander Schüller                             | Allemagne Johannes Lochner Christopher Weber                       | Russie Rostislav Gaitiukevich Mikhail Mordasov                                    |
| Bob à 4 - Hommes                         | Allemagne Francesco Friedrich Thorsten Margis Candy Bauer Alexander Schüller | Autriche Benjamin Maier Sascha Stepan Markus Sammer Kristian Huber | Russie Rostislav Gaitiukevich Mikhail Mordasov Vladislav Zharovtsev Pavel Travkin |
| Bob à 2 - Femmes                         | États-Unis Kaillie Humphries Kaysha Love                                     | Allemagne Kim Kalicki Leonie Fiebig                                | Canada Christine de Bruin Kristen Bujnowski                                       |

| 4. Winterberg I (du 11 au 12 décembre 2021) |                                                                                   |                                                                           |                                                                    |
| Épreuve                                     | Vainqueur                                                                         | Deuxième                                                                  | Troisième                                                          |
| Bob à 4 - Hommes                            | Allemagne Francesco Friedrich Thorsten Margis Alexander Schüller Martin Grothkopp | Allemagne Johannes Lochner Christopher Weber Christian Rasp Florian Bauer | Canada Justin Kripps Ryan Sommer Cameron Stones Benjamin Coakwell  |
| Bob à 4 - Hommes                            | Allemagne Francesco Friedrich Thorsten Margis Alexander Schüller Candy Bauer      | Royaume-Uni Brad Hall Taylor Lawrence Nick Gleeson Greg Cackett           | Autriche Benjamin Maier Sascha Stepan Markus Sammer Kristian Huber |
| Bob à 2 - Femmes                            | Allemagne Laura Nolte Deborah Levi                                                | Allemagne Mariama Jamanka Alexandra Burghardt                             | Allemagne Kim Kalicki Leonie Fiebig                                |

| 5. Altenberg II (du 18 au 19 décembre 2021) |                                                                                   |                                                                   |                                                                            |
| Épreuve                                     | Vainqueur                                                                         | Deuxième                                                          | Troisième                                                                  |
| Bob à 2 - Hommes                            | Allemagne Francesco Friedrich Thorsten Margis                                     | Allemagne Christoph Hafer Issam Ammour                            | Canada Justin Kripps Cameron Stones                                        |
| Bob à 4 - Hommes                            | Allemagne Francesco Friedrich Thorsten Margis Alexander Schüller Martin Grothkopp | Canada Justin Kripps Cameron Stones Ryan Sommer Benjamin Coakwell | Russie Rostislav Gaitiukevich Alexey Laptev Mikhail Mordasov Pavel Travkin |
| Bob à 2 - Femmes                            | Allemagne Kim Kalicki Lisa Buckwitz                                               | Allemagne Mariama Jamanka Alexandra Burghardt                     | États-Unis Kaillie Humphries Sylvia Hoffman                                |

| 6. Sigulda (du 1er au 2 janvier 2022) |                                                |                                       |                                             |
| Épreuve                               | Vainqueur                                      | Deuxième                              | Troisième                                   |
| Bob à 2 - Hommes                      | Russie Rostislav Gaitiukevich Mikhail Mordasov | Royaume-Uni Brad Hall Greg Cackett    | Autriche Benjamin Maier Markus Sammer       |
| Bob à 2 - Hommes                      | Allemagne Francesco Friedrich Thorsten Margis  | Royaume-Uni Brad Hall Nick Gleeson    | Lettonie Oskars Ķibermanis Matīss Miknis    |
| Bob à 2 - Femmes                      | États-Unis Elana Meyers Lake Kwaza             | Royaume-Uni Mica McNeill Adele Nicoll | Canada Christine de Bruin Kristen Bujnowski |

| 7. Winterberg II (du 8 au 9 janvier 2022) |                                                                              |                                                                 |                                                                           |
| Épreuve                                   | Vainqueur                                                                    | Deuxième                                                        | Troisième                                                                 |
| Bob à 2 - Hommes                          | Allemagne Francesco Friedrich Alexander Schüller                             | Allemagne Johannes Lochner Florian Bauer                        | Canada Justin Kripps Cameron Stones                                       |
| Bob à 4 - Hommes                          | Allemagne Francesco Friedrich Alexander Schüller Candy Bauer Thorsten Margis | Royaume-Uni Brad Hall Nick Gleeson Taylor Lawrence Greg Cackett | États-Unis Hunter Church Joshua Williamson Charles Volker Kristopher Horn |
| Bob à 2 - Femmes                          | Allemagne Laura Nolte Deborah Levi                                           | Allemagne Kim Kalicki Leonie Fiebig                             | États-Unis Kaillie Humphries Sylvia Hoffman                               |

| 8. Saint-Moritz (du 15 au 16 janvier 2022) |                                                                      |                                                                                     |                                                                            |
| Épreuve                                    | Vainqueur                                                            | Deuxième                                                                            | Troisième                                                                  |
| Bob à 2 - Hommes                           | Allemagne Francesco Friedrich Thorsten Margis                        | Canada Justin Kripps Cameron Stones                                                 | Allemagne Johannes Lochner Florian Bauer                                   |
| Bob à 4 - Hommes                           | Lettonie Oskars Ķibermanis Dāvis Spriņģis Matīss Miknis Edgars Nemme | Allemagne Francesco Friedrich Martin Grothkopp Alexander Rödiger Alexander Schüller | Russie Rostislav Gaitiukevich Mikhail Mordasov Pavel Travkin Alexey Laptev |
| Bob à 2 - Femmes                           | Allemagne Kim Kalicki Lisa Buckwitz                                  | Allemagne Mariama Jamanka Kira Lipperheide                                          | Allemagne Laura Nolte Deborah Levi                                         |

|                                                   |  |  |  |  |  |  |
| Pékin Jeux Olympiques 2022 (4 au 20 février 2022) |  |  |  |  |  |  |
|                                                   |  |  |  |  |  |  |

### Monobob féminin World Cup Series
| 1. Igls I (20 novembre 2021) |                     |                   |             |
| Épreuve                      | Vainqueur           | Deuxième          | Troisième   |
| Monobob féminin              | Elana Meyers Taylor | Kaillie Humphries | Laura Nolte |

| 2. Igls II (27 novembre 2021) |                     |             |                |
| Épreuve                       | Vainqueur           | Deuxième    | Troisième      |
| Monobob féminin               | Elana Meyers Taylor | Laura Nolte | Breeana Walker |

| 3. Altenberg (4 décembre 2021) |                   |                |             |
| Épreuve                        | Vainqueur         | Deuxième       | Troisième   |
| Monobob féminin                | Kaillie Humphries | Cynthia Appiah | Laura Nolte |

| 4. Winterberg (11 décembre 2021) |                     |                |                |
| Épreuve                          | Vainqueur           | Deuxième       | Troisième      |
| Monobob féminin                  | Elana Meyers Taylor | Breeana Walker | Cynthia Appiah |

| 5. Altenberg (18 décembre 2021) |                    |                |                   |
| Épreuve                         | Vainqueur          | Deuxième       | Troisième         |
| Monobob féminin                 | Christine de Bruin | Cynthia Appiah | Kaillie Humphries |

| 6. Sigulda (1er janvier 2022) |                    |                |                   |
| Épreuve                       | Vainqueur          | Deuxième       | Troisième         |
| Monobob féminin               | Christine de Bruin | Breeana Walker | Nadezhda Sergeeva |

| 7. Winterberg (8 janvier 2022) |                     |                |             |
| Épreuve                        | Vainqueur           | Deuxième       | Troisième   |
| Monobob féminin                | Elana Meyers Taylor | Breeana Walker | Laura Nolte |

| 8. Saint-Moritz (15 janvier 2022) |                   |                     |                |
| Épreuve                           | Vainqueur         | Deuxième            | Troisième      |
| Monobob féminin                   | Kaillie Humphries | Elana Meyers Taylor | Cynthia Appiah |

|                                                   |  |  |  |  |  |  |
| Pékin Jeux Olympiques 2022 (4 au 20 février 2022) |  |  |  |  |  |  |
|                                                   |  |  |  |  |  |  |